# 群馬県立保育大学校
群馬県立保育大学校（ぐんまけんりつほいくだいがっこう）は、群馬県前橋市にあった2年生の保育士養成の各種学校である。

## 概観

### 学校全体
- 群馬県立保育大学校は保育士養成を目的として、1952年に群馬県唯一の公立の養成機関として開所した。保育士の養成を担ってきたが、2010年3月をもって閉校した。

### 地域貢献
学生らは、授業の合間を縫って、ボランティア活動に参加していた。おもなボランティアとして、施設のイベントの補助、保育所や施設のアトラクション参加、福祉関係の保育ボランティア活動、障害者ボランティアサークルへの参加がある。

毎年6月、学生自治会と学校との共催で「紫陽祭」の開催していた。2月には前橋市民文化会館にて児童音楽会も開催し、学生によって、歌遊び・アニメイム・幼児体操・オペレッタなどを披露した。

## 沿革

### 年表
- 1952年6月 - 群馬県立高等保母学院開校
- 1959年2月 - 前橋市紅雲町に移転
- 1967年1月 - 現在地に移転。群馬県立保育専門学院と改称。
- 1970年4月 - 組織改正により福祉大学校に併合され、福祉大学校保育学科となる
- 1974年4月 - 組織改正により現名称となる。
- 1980年4月 - 男子の入校を許可
- 1992年4月 - 推薦入校試験導入
- 2010年3月31日 - 閉校

## 学科
- 保育学科